# Rudolph Peters
Rudolph Albert Peters (13 avril 1889 - 29 janvier 1982) est un biochimiste britannique. Il dirige l'équipe de recherche d'Oxford qui développe British Anti-Lewisite (BAL), un antidote à l'agent de guerre chimique lewisite.

## Biographie
Il est né à Kensington à Londres, fils du Dr Albert EDR Peters (1863-1945), médecin, et de sa femme, Agnes Malvina Watts (1867-1950) .
Il fait ses études au Wellington College, Berkshire, puis étudie la médecine au King's College de Londres et au Gonville and Caius College, Cambridge .
Pendant la Première Guerre mondiale, il sert dans le Royal Army Medical Corps en tant que médecin du 60th Rifles. À partir de 1917, il est attaché à la section de guerre chimique à Porton Down. Après la guerre, il retourne à l'université de Cambridge pour enseigner la biochimie. En 1923, il est nommé professeur de biochimie à l'université d'Oxford.
Après la Seconde Guerre mondiale, il fait des recherches sur le métabolisme du pyruvate, s'intéressant particulièrement à la toxicité du fluoroacétate. Le fait que le fluoroacétate en lui-même soit beaucoup moins toxique que son métabolite le fluorocitrate l'amène à inventer le terme « synthèse létale » qui est le titre de sa conférence Croonian de 1951 ,.
Peters prend sa retraite du monde universitaire en 1954 pour créer, à 65 ans, un nouveau département de biochimie à l'unité de physiologie animale du Conseil de la recherche agricole à Babraham ; il prend sa retraite cinq ans plus tard .
Il est élu membre de la Royal Society en 1935. En 1940, il reçoit le prix Cameron de thérapeutique de l'université d'Édimbourg. Il est fait chevalier par la reine Élisabeth II en 1952 et élu membre honoraire de la Royal Society of Edinburgh en 1957.
Il meurt à Cambridge le 29 janvier 1982 et y est incinéré le 4 février.
Certains des papiers de Sir Rudolph sont conservés à la Bibliothèque Bodléienne.

## Famille
Peters épouse Frances Williamina Vérel à la Queen's Park Free Church, Glasgow, le 7 novembre 1917. Frances est la fille de Francis William Vérel, un chimiste photographe, et a été à l'école à Westgate-on-Sea avec la sœur de Peters, Gwendoline . Ils ont deux fils : Rudolph V (1918-2013), et Francis Raymond, né en 1922 ,.